# Каразириковский сельсовет
Каразириковский сельсове́т (баш. Ҡарайерек ауыл советы) — упразднённая в 2008 году административно-территориальная единица и сельское поселение (тип муниципального образования) в составе Чекмагушевского района Башкортостана. Объединён с сельским поселением Тузлукушевский сельсовет. Административный центр — село Каразириково.
Код ОКАТО — 80256823000.

## География
Протекает река Маньязы

### Географическое положение
На 2008 год граничил с муниципальными образованиями: Дюртюлинский район, Имянликулевский сельсовет, Тузлукушевский сельсовет (приложение 51д «Закона Республики Башкортостан от 17.12.2004 N 126-з (ред. от 19.11.2008) „О границах, статусе и административных центрах муниципальных образований в Республике Башкортостан“»).

## Состав
- с. Каразириково — административный центр,
- с. Каргалы,
- д. Новокаразириково.

## История
В 2008 году произошло объединение Тузлукушевского и Каразириковского сельсоветов с сохранением наименования «Тузлукушевский» с административным центром в селе Тузлукушево и включением сёл Каразириково, Каргалы, деревни Новокаразириково Каразириковского сельсовета в состав Тузлукушевского сельсовета (Закон Республики Башкортостан от 19.11.2008 N 49-з «Об изменениях в административно-территориальном устройстве Республики Башкортостан в связи с объединением отдельных сельсоветов и передачей населённых пунктов»).

## Транспорт
Автодороги Буздяк — Дюртюли, Тузлукушево — Имянликулево, Каразириково — Имянликулево.